# مدولاتور فاز آرمسترانگ
در سال ۱۹۳۳، ادوین هاوارد آرمسترانگ روشی را برای تولید مدولاسیون فرکانس سیگنال‌های رادیویی ثبت کرد. در روش آرمسترانگ موج مدوله شده با دو باند جانبی بدون سیگنال حامل تولید می‌کنند، فاز این سیگنال را انتقال زمانی (phase shifts) می‌دهند و سپس سیگنال حامل را مجدداً تولید می‌کند تا سیگنال مدوله شده فرکانس را تولید کنند.
مدولاسیون فرکانس، در مقایسه با مدولاسیون دامنه میزان نویز (یا همهمه) کانال را به میزان قابل توجهی کاهش می‌دهد و صوتی با کیفیت بالا تولید می‌کند. در ابتدا پخش همگانی از مدولاسیون دامنه استفاده می‌شد، زیرا تولید آن ساده‌تر از مدولاسیون فرکانس است و ساخت گیرنده‌ها ساده‌تر بود. نظریه الکترونیک نشان می‌دهد که یک سیگنال مدوله شده فرکانس، دارای پهنای‌باند نامحدود است. برای یک سیگنال مدوله شده با دامنه، پهنای‌باند تقریباً دو برابر بیشترین فرکانس مدوله شونده (پیام) است.
آرمسترانگ فهمید، درحالی که یک سیگنال مدوله شده فرکانس، پهنای‌باند نامحدودی دارد، تنها چند دسته اول باند جانبی حائز اهمیت خواهد بود. بقیه را می‌توان نادیده گرفت. پهنای‌باند کانال صوتی با مدولاسیون دامنه تقریباً ۶ کیلوهرتز خواهد بود. پهنای‌باند کانال صوتی با مدولاسیون فرکانس متداول می‌تواند ۱۵ کیلوهرتز باشد.

## چگونه کار می‌کند
روش آرمسترانگ با تولید سیگنال حامل در فرکانس بسیار پایین شروع می‌شود، می‌گویند ۵۰۰ کیلوهرتز. این فرکانس در زیر باند پخش رادیویی ای‌ام (AM) و بسیار پایین‌تر از باند پخش رادیویی اف‌ام (FM) که از ۸۸ تا ۱۰۸ مگاهرتز است، قرار دارد. این سیگنالِ حامل به دو طبقه فرستنده اعمال می‌شود: مدولاتور متعادل و مخلوط‌کننده.
برای درک نحوه عملکرد مدولاتور متعادل، لازم است که مدولاسیون دامنه و چگونگی عملکرد آن را درک کنید. بیشتر افراد مدولاسیون دامنه را به عنوان روشی برای تغییر قدرت حامل (دامنه) همگام با صوت مدوله کننده (پیام) توصیف می‌کنند. این درست است، توان خروجی با مدولاسیون تغییر می‌کند، اما تغییر می‌کند زیرا که هر مدولاتور ای‌ام دو باند جانبی، یکی در بالا [بیشتر از حامل] و دیگری زیر حامل [کمتر از حامل] ایجاد می‌کند. با افزایش توان این باندهای جانبی، توان خروجی افزایش می‌یابد. دامنه سیگنال مدوله‌شده از یک حامل ثابت قوی و دو باند جانبی تشکیل شده‌است. باندهای جانبی اطلاعات را در اختیار دارند و حامل فقط برای حمل‌کردن فرستاده می‌شود. حامل می‌تواند در فرستنده حذف شود تا به فرستنده اجازه دهد تمام توان را در باند جانبی قرار دهد و در گیرنده مجدداً بازتولید کرد.
یک مدولاتور فرکانس نیز باندهای جانبی را ایجاد می‌کند، اما به جای یک باند کناری در هر طرف حامل، نوارهای جانبی زیادی را در هر طرف حامل ایجاد می‌کند. پهنای‌باند اف‌ام به دلیل وجود باندهای جانبی بسیار گسترده‌تر است. توان خروجی یک فرستندهٔ اف‌ام با مدولاسیون ثابت است، بنابراین با وارد شدن توان به باندهای جانبی، توان حامل کاهش می‌یابد.
یک مدولاتور متعادل سیگنال صوتی و حامل فرکانس رادیویی را مخلوط می‌کند، اما حامل را سرکوب می‌کند، و فقط باندهای جانبی را باقی می‌گذارد. سیگنال خروجی از مدولاتور متعادل یک سیگنال با باند جانبی دو طرفه فاقد حامل است و شامل تمام اطلاعاتی است که سیگنال ای‌ام دارد، اما بدون حامل. می‌توان با گرفتن خروجی از مدولاتور متعادل و سوار کردن حامل، یک سیگنال ای‌ام تولید کرد.
در روش آرمسترانگ، سیگنال صوتی و سیگنال حامل فرکانس رادیویی برای ایجاد یک سیگنال با باند جانبی دو طرفه فاقد حامل به مدولاتور متعادل اعمال می‌شوند. فاز این سیگنال خروجی سپس نسبت به حامل اصلی ۹۰ درجه انتقال داده می‌شود. خروجی مدولاتور متعادل می‌تواند فاز حامل را پیش یا پس بیندازد. سیگنال باند جانبی دو طرفه و سیگنال حامل اصلی پس از اعمال به میکسر و حامل اصلی ۹۰ درجه نا هم فاز دوباره نصب شده‌است. سیگنال خروجی از میکسر یک سیگنال مدوله شده فرکانس است.
مجدداً سوار کردن حامل بدون تغییر فاز سیگنال ای‌ام ایجاد می‌کند. مجدد سوارکردن حامل با تغییر فاز ۹۰ درجه، سیگنال پی‌ام ایجاد می‌شود.